# 白銀 (佐倉市)
白銀（しろがね）は、千葉県佐倉市の町丁。現行行政地名は白銀一丁目から白銀四丁目。郵便番号285-0045。

## 地理
北は大蛇町、北東は上代、東から南は長熊、南から西は高岡に隣接している。

## 世帯数と人口
2017年（平成29年）10月31日現在の世帯数と人口は以下の通りである。
| 丁目       | 世帯数    | 人口    |
| ---------- | --------- | ------- |
| 白銀一丁目 | 377世帯   | 1,005人 |
| 白銀二丁目 | 224世帯   | 617人   |
| 白銀三丁目 | 446世帯   | 1,081人 |
| 白銀四丁目 | 279世帯   | 715人   |
| 計         | 1,326世帯 | 3,418人 |

## 小・中学校の学区
市立小・中学校に通う場合、学区は以下の通りとなる。
| 地域       | 小学校             | 中学校               |
| ---------- | ------------------ | -------------------- |
| 白銀一丁目 | 佐倉市立白銀小学校 | 佐倉市立佐倉東中学校 |
| 白銀二丁目 | 佐倉市立白銀小学校 | 佐倉市立佐倉東中学校 |
| 白銀三丁目 | 佐倉市立白銀小学校 | 佐倉市立佐倉東中学校 |
| 白銀四丁目 | 佐倉市立白銀小学校 | 佐倉市立佐倉東中学校 |

## 施設

### 一丁目
- 佐倉市立白銀小学校
- 白銀ニュータウン自治会東集会所
- 大廻公園

### 二丁目
- 白銀ニュータウン自治会西集会所
- 白銀公園

### 三丁目
- 大福寺公園
- 堀上公園

### 四丁目
- 尾山公園

## 交通

### 道路
- 国道
  - 国道296号